# Kriegsanleihe
Eine Kriegsanleihe (oder Kriegskredit) ist eine Anleihe, die von einem Staat zur Finanzierung eines Krieges emittiert wird. Durch diesen Zweck unterscheidet sie sich von der reinen Staatsanleihe.

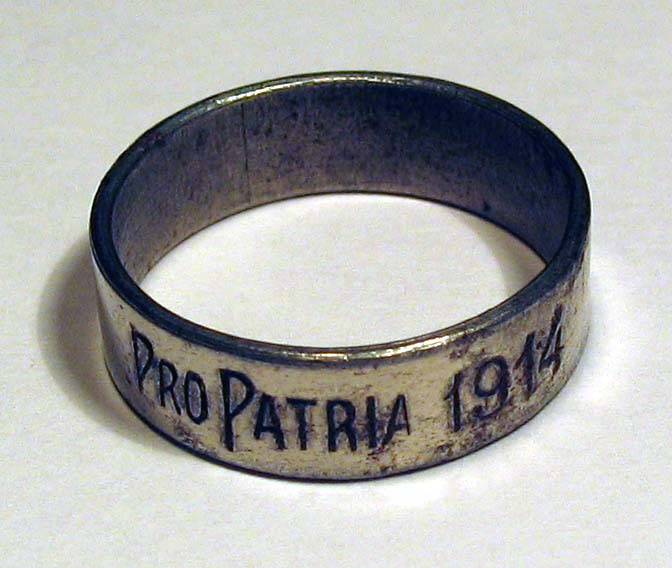
Ring für Zeichner der österreichischen Kriegsanleihe; Aufschrift „Pro Patria 1914“ (lat. „für das Vaterland“)

8. Österreichische Kriegsanleihe, 1918

## Geschichte

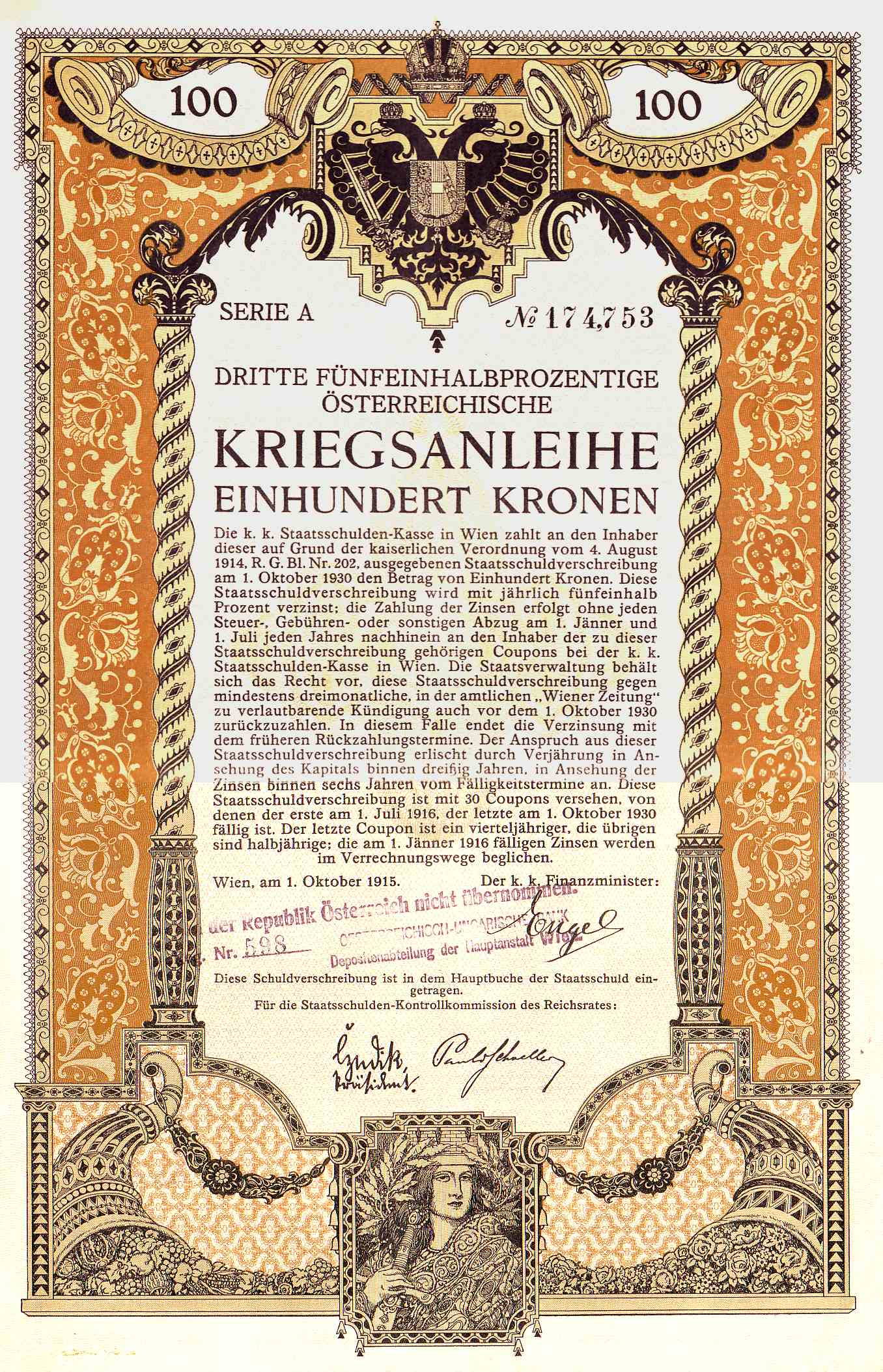
3. Österreichische Kriegsanleihe 1915

Kriegsanleihen gibt es, wenn auch früher unter anderem Namen, seit dem Mittelalter.

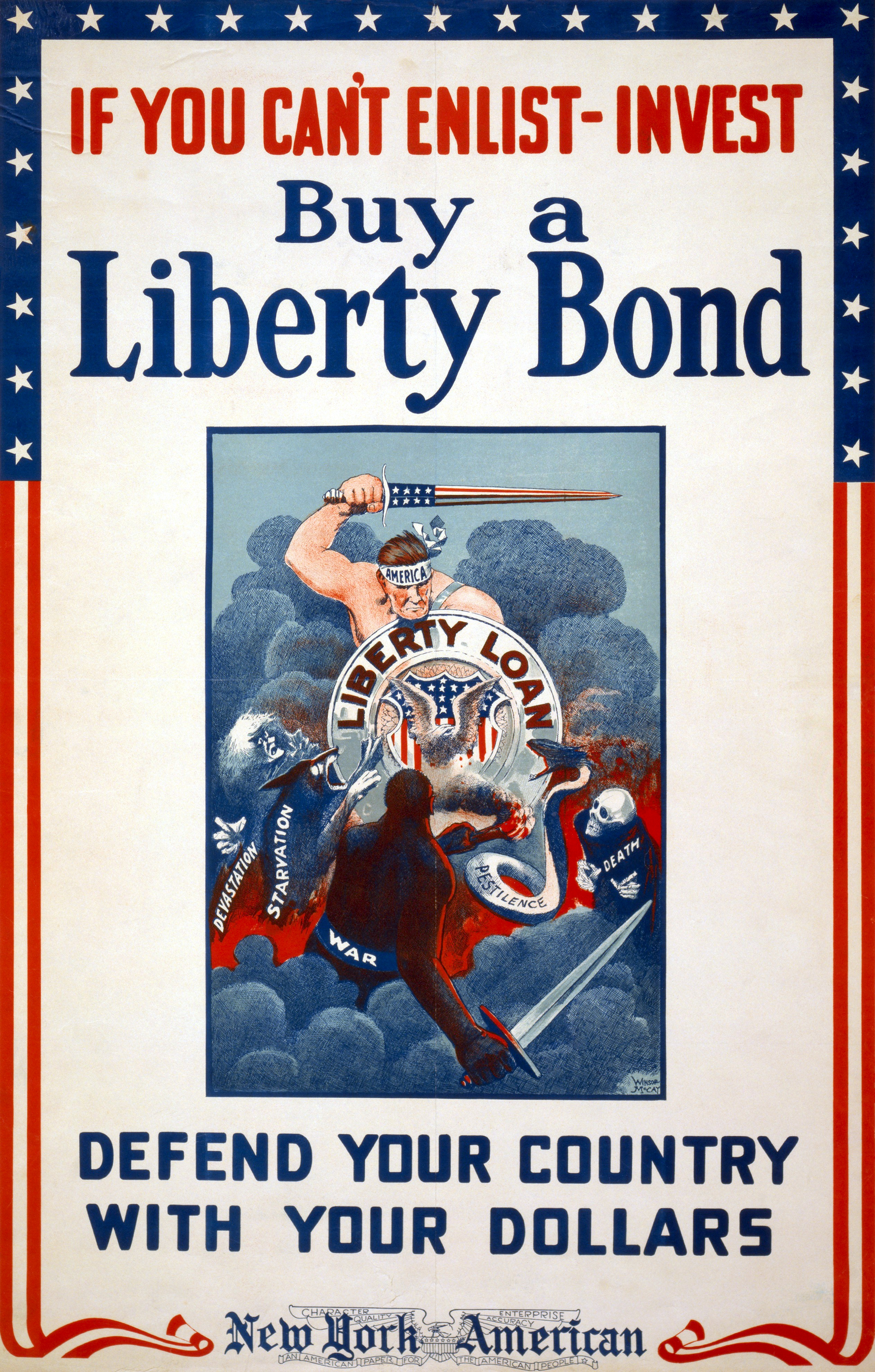
Liberty Bond Poster in den USA von Winsor McCay, Erster Weltkrieg

In der Schweiz wurden diese 1848 herausgegeben. 1936 gab die Schweiz eine Wehranleihe aus, die den Zweck hatte, in einem erwarteten Krieg möglichst gut gerüstet zu sein.

### Erster Weltkrieg
Den Ersten Weltkrieg finanzierten vor allem Deutschland, Österreich-Ungarn und Russland über Kriegsanleihen. Während die USA ihre Mittel über den Haushalt (13 Mrd. US$) bereitstellten sowie über vier Liberty Bonds (17 Mrd. US$) bei der Bevölkerung liehen, erhöhte Großbritannien die Steuern, gab aber ebenfalls Anleihen heraus, die das Parliamentary War Savings Committee bewarb. Sowohl England als auch Frankreich erhielten zudem Kredite aus den USA zur Finanzierung des Krieges.

Werbung für den Kauf von Kriegsanleihen im Deutschen Reich 1917

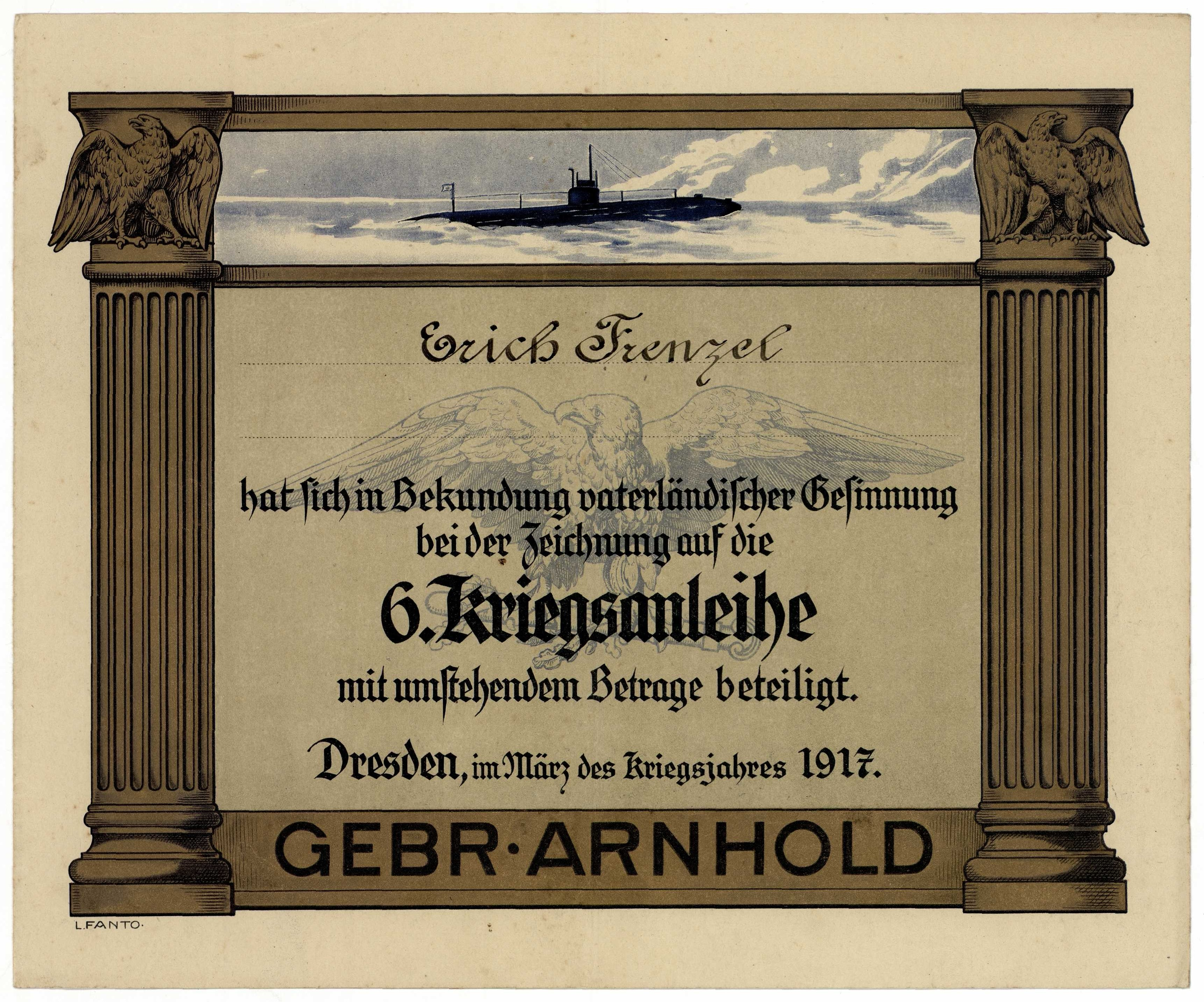
6. deutsche Kriegsanleihe von 1917, vertrieben durch das Bankhaus Gebrüder Arnhold

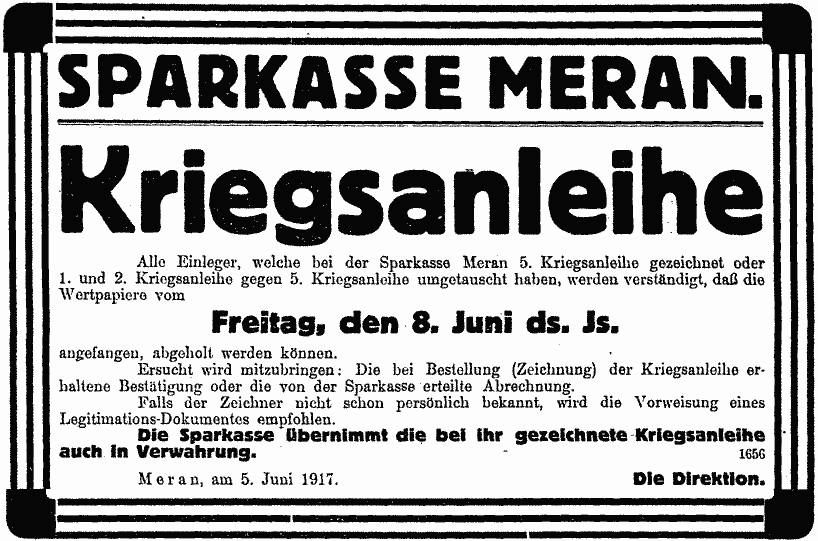
Werbeschaltung für die 5. österreichische Kriegsanleihe in der Meraner Zeitung vom 9. Juni 1917

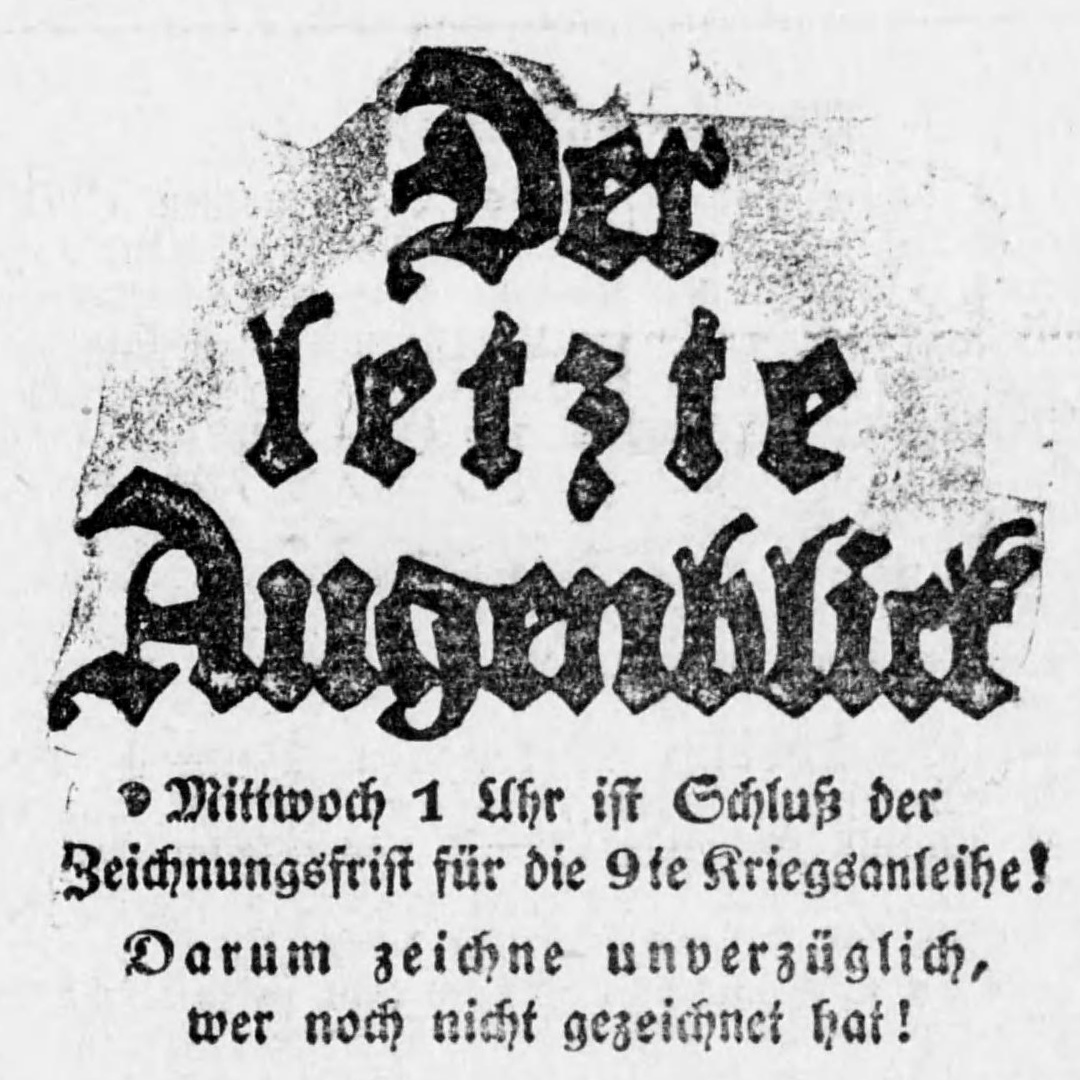
Zeitungswerbung vom Oktober 1918 für die letzte deutsche Kriegsanleihe – ein Monat vor Kriegsende

In Deutschland wurden zwischen 1914 und 1918 insgesamt neun Kriegsanleihen ausgegeben, die 98 Milliarden Mark einbrachten und etwa 60 % der deutschen Kriegskosten deckten. Ein Anteil von 3 Milliarden Mark entfiel dabei auf die deutsche Versicherungswirtschaft.
Die Werbung für das Zeichnen von Kriegsanleihen wandte sich an alle Bevölkerungsschichten, stieß jedoch im Kriegsverlauf auf immer geringeren Widerhall, sodass bei den späteren österreichisch-ungarischen Kriegsanleihen auch Gebietskörperschaften, Fonds und öffentliche Einrichtungen einen wesentlichen Teil der Anleihen zeichneten. So „empfahlen“ etwa die Statthaltereien der Kronländer sogar einzelnen Gemeinden die Zeichnung bestimmter Beträge. In der Forschung wurde festgestellt, dass erhebliche Summen an Anleihen nicht auf patriotisch gesinnte Privatleute entfielen, sondern auf Institutionen im Einflussbereich des Staates, „denen auf Grund massiven Drucks von oben meist nichts anderes übrig blieb, als ihre (aufgrund der kriegsbedingt rückläufigen Steuereinnahmen) ohnedies knappen Mittel für diesen Zweck einzusetzen.“
Als die Kriegsanleihe wird in der deutschen Geschichte im Allgemeinen jener Beschluss der SPD im Jahr 1914 bezeichnet, der Finanzierung des Ersten Weltkriegs zuzustimmen. Der Beschluss war heftig umstritten, weil die Partei noch im Juli 1914 gegen den Krieg demonstriert hatte, die Reichstagsfraktion nun aber einen entgegengesetzten Kurs vorgab. Infolge dieser sogenannten Burgfriedenspolitik kam es letztlich zur Spaltung der deutschen Arbeiterbewegung.
Nach Beginn des Ersten Weltkriegs verfasste und veröffentlichte Walter Ulbricht (1893–1973) als Mitglied des linken Flügels der SPD unter Führung von Karl Liebknecht und Rosa Luxemburg zahlreiche Flugblätter mit Aufrufen zur Beendigung des Krieges. Auf einer Funktionärsversammlung der SPD „Groß-Leipzig“ im Dezember 1914 forderte Ulbricht, die Reichstagsabgeordneten der SPD sollten künftig gegen weitere Kriegskredite stimmen. Er wurde für seine Haltung persönlich angegriffen, der Antrag wurde abgelehnt.
| Deutsche Kriegsanleihen und Schatzanweisungen im Ersten Weltkrieg (in Millionen Mark) | Deutsche Kriegsanleihen und Schatzanweisungen im Ersten Weltkrieg (in Millionen Mark) | Deutsche Kriegsanleihen und Schatzanweisungen im Ersten Weltkrieg (in Millionen Mark) | Deutsche Kriegsanleihen und Schatzanweisungen im Ersten Weltkrieg (in Millionen Mark) | Deutsche Kriegsanleihen und Schatzanweisungen im Ersten Weltkrieg (in Millionen Mark) |
| Kriegsanleihe                                                                         | Kriegsanleihe                                                                         | Nennbetrag der Zeichnung                                                              | Ausstehende Schatzanweisungen                                                         | Saldo                                                                                 |
| ------------------------------------------------------------------------------------- | ------------------------------------------------------------------------------------- | ------------------------------------------------------------------------------------- | ------------------------------------------------------------------------------------- | ------------------------------------------------------------------------------------- |
| I.                                                                                    | September 1914                                                                        | 4.460                                                                                 | 2.632                                                                                 | +1.832                                                                                |
| II.                                                                                   | März 1915                                                                             | 9.060                                                                                 | 7.209                                                                                 | +1.851                                                                                |
| III.                                                                                  | September 1915                                                                        | 12.101                                                                                | 9.691                                                                                 | +2.410                                                                                |
| IV.                                                                                   | März 1916                                                                             | 10.712                                                                                | 10.388                                                                                | +324                                                                                  |
| V.                                                                                    | September 1916                                                                        | 10.652                                                                                | 12.766                                                                                | −2.114                                                                                |
| VI.                                                                                   | März 1917                                                                             | 13.122                                                                                | 14.855                                                                                | −1.733                                                                                |
| VII.                                                                                  | September 1917                                                                        | 12.626                                                                                | 27.204                                                                                | −14.578                                                                               |
| VIII.                                                                                 | März 1918                                                                             | 15.001                                                                                | 38.971                                                                                | −23.970                                                                               |
| IX.                                                                                   | September 1918                                                                        | 10.443                                                                                | 49.414                                                                                | −38.971                                                                               |

Die langfristigen Anleihen des Deutschen Reichs waren bis 1. Oktober 1924 unkündbar. Trotz des für Deutschland verlorenen Ersten Weltkrieges war die Tilgung der Anleihen dem Staat durch den hyperinflationären Wertverlust der Mark von 1914 bis 1923 ohne Schwierigkeiten möglich. Die Zeichner der Kriegsanleihen erhielten praktisch keinen Wert zurück, ihr dem Staat geliehenes Geld war verloren.

### Zweiter Weltkrieg
In der Zeit des Nationalsozialismus sah die Regierung davon ab, nationale Kriegsanleihen aufzulegen, die bei der Bevölkerung ungute Erinnerungen geweckt hätten. Vielmehr wurden kurzfristig fällige Sparguthaben ohne Wissen und Einverständnis der Sparer mit Hilfe der Kreditinstitute beliehen, die zu Kreditsammelstellen des Staates wurden und die Gelder langfristig bei ihm anlegten. Dieser Kapitalkreislauf beruhte darauf, dass „die Einkommensempfänger die legal nicht verwendbaren Einkommensbeträge zur Bank tragen und die Kreditinstitute dieses Geld gegen die Hereinnahme von Schatzwechseln an den Finanzminister weiterreichen.“ Die „geräuschlose“ Umwandlung von Sparguthaben und Rentenversicherungsrücklagen in langfristige Schuldpapiere wurde ergänzt durch das „Eiserne Sparen“ und flankiert von Lohn- und Preiskontrollen (siehe auch geräuschlose Kriegsfinanzierung).
1945 war der Staat bei den deutschen Banken mit 110 Milliarden RM verschuldet; bei den Sparkassen standen 54 Milliarden RM und den Versicherungen 25 Milliarden RM zu Buche.
Die deutsche Kriegsfinanzierung wurde auch durch horrende Besatzungskosten unterstützt, die die besetzten Länder zu entrichten hatten. Tschechische Geldinstitute hatten zum Schluss mehr als 70 % ihrer Einlagen in deutsche Kriegsanleihen angelegt.
Im Gegensatz zu Deutschland legte Großbritannien langfristige Kriegsanleihen auf. Ende 1941 waren 4,6 Milliarden £ (umgerechnet 61 Milliarden RM) gezeichnet worden, von denen 1,7 Milliarden £ von Kleinsparern aufgebracht worden waren. Steuern und Abgaben stiegen im Zweiten Weltkrieg dort um 336 %.
Kriegsanleihen wurden auch in den Vereinigten Staaten verkauft. Das United States Office of War Information tourte ab 1943 durch die USA und sammelte mit vier Gemälden von Norman Rockwell, die dieser nach einer Kongress-Rede des Präsidenten Franklin D. Roosevelt über die vier Freiheiten geschaffen hatte, 130 Mio. $ für Kriegsanleihen ein. Diese deckten nur einen Bruchteil der Ausgaben. Allein das Leih- und Pachtgesetz verpflichtete die USA bereits vor Kriegseintritt zu 50 Mrd. $ Militärhilfe an die Alliierten.

## Vertrieb von Kriegsanleihen
Kriegsanleihen oder Kriegskredite werden meist von umfangreicher Propaganda begleitet, um auf diese Weise die Heimatfront direkt zur Unterstützung des Krieges zu gewinnen. Um möglichst viele Anleger zu finden, wird meist an deren Patriotismus mit dem Argument appelliert, dass der Absatz der Anleihe eine kriegsentscheidende Bedeutung habe. Um kein Produkt wurde so geworben, wie um Zeichnung von Kriegsanleihen. Dafür entwickelten Grafiker in allen Ländern die wesentlichen Elemente der modernen Werbepsychologie. Dazu gehörte der Einsatz von Kinderbildern, deren Wirksamkeit man sich bereits bewusst war.
Kapitalgeber spekulieren auch auf die Zinsen, die der Staat bei einem Sieg durch Reparationszahlungen finanzieren will. Im Falle eines verlorenen Krieges – aber auch im Fall eines gewonnenen Krieges – besteht die Gefahr, dass die Anleihe nicht zurückgezahlt wird. Das angelegte Kapital geht dadurch verloren. Im Ergebnis ist jeder Krieg auch Beispiel für solche Verluste aber auch Gewinne.
Neben der Werbung für Kriegsanleihen erfolgen vielfach administrative Maßnahmen, um den Verkauf von Kriegsanleihen zu fördern:
- Schließung der Börsen
- Verbot der Emission von Wertpapieren für andere Zwecke
- Verpflichtung der Geschäftsbanken und Notenbanken zum Ankauf von Kriegsanleihen
- Zwangsanleihen

So wurden am 1. August 1914, zu Beginn des Ersten Weltkriegs, die Börsen in Deutschland und vielen anderen Ländern geschlossen. Während Aktien in den Folgejahren wieder gehandelt wurden, wurde der Handel mit Reichsanleihen erst am 1. September 1919 wieder aufgenommen. Anleger konnten auf dem Sekundärmarkt keine Anleihen kaufen, sondern nur auf dem Primärmarkt. Es konnten keine fallenden Kurse für die Staatsanleihen publik werden. Ab Frühjahr 1917 wurden Neuemissionen von Aktien und Anleihen von der Zustimmung der Reichsbank abhängig gemacht. Hierdurch wurden die Anlagemöglichkeiten in andere Anlagen als Kriegsanleihen weiter reduziert.